# 陳玉玲
陳玉玲（1965年2月10日—2004年1月29日）是台灣作家、學者。出版《尋找歷史中缺席的女人：女性自傳的主體性研究》、《台灣文學的國度：女性•本土•反殖民》、《沈尹默書法藝術》等專著，《月亮的河流》榮獲2003年吳濁流文學獎新詩獎。

## 生平
陳玉玲1964年9月11日出生於宜蘭縣羅東鎮（1965年2月10日為戶口申報出生日），在那兒完成國小、國中、高中的學業，她的人生經歷許多磨練，自輔仁大學中文系畢業後，曾擔任兩年國中代課老師，1989年通過淡江大學中文所碩士班考試，並考取政治大學教研所教育學分夜間班，1990年取得正式教師資格，為了兼顧學業及生活，在滬江高中夜間部擔任國文教師。
1992年拿到碩士學位後，翌年隻身前往香港大學攻讀博士學位，以有限的個人積蓄到異地求學，在1996年拿到港大中文博士學位。回台之後，先後在靜宜大學中文系及國立台北師院（今國立台北教育大學）語教系、台文所任教，並出版《尋找歷史中缺席的女人：女性自傳的主體性研究》、《台灣文學的國度：女性•本土•反殖民》、《沈尹默書法藝術》等專著，2002年出版《月亮的河流》榮獲2003年吳濁流文學獎新詩獎，編輯《台灣文學讀本》二冊，負責前衛版《一九九七年台灣文學選•新詩》、《一九九八年台灣文學選•小說》的編選；1998年與江文瑜、沈花茉、張芳慈、李元貞等好友成立女鯨詩社，追求文學新生命。
為擴展社會文化教育，在繁忙的生活中，與其夫婿林伯鈞共同主持寶島新聲電台「台灣筆會時間」一年及綠色和平電台「黃昏的故鄉」三年，對提昇台灣文學與文化貢獻良多。林伯鈞評論說：「玉玲關注台灣文學教育中易被忽略的人文精神，她對女性議題、二二八文學、原住民等弱勢族群的關懷，即源生於對這片土地堅貞的熱愛。」
2004年1月29日因乳癌病逝。